# 光學媒體保存
光學媒體保存是指透過光碟技術保存圖書館資源、聲音、影片和電腦數據等，並提供顧客訪問。當中光碟相較於過去的磁帶等記錄媒介更為可靠且耐用，減少因環境條件或處理不良導致訊息丟失的可能性。